# Clive Allen
Clive Darren Allen (ur. 20 maja 1961 w Londynie) – angielski futbolista i piłkarz grający na pozycji napastnika.

## Kariera

### Kariera klubowa
Karierę piłkarską Allen rozpoczął w Romford Juniors, gdzie w 1978 roku trafił do Queens Park Rangers. W swoim debiucie, w meczu z Coventry City, Allen strzelił hat-tricka, a jego drużyna wygrała 5-1. Dwa lata później Allen trafił do Arsenalu Londyn, ale tam nie zagrał ani minuty i w tym samym roku przeniósł się do Crystal Palace. W sezonie 1980-81 Allen rozegrał w tym klubie 25 spotkań i strzelił 9 goli. Po zakończeniu tego sezonu Allen wrócił do Queens Park Rangers. Tam Allen się odbudował i w latach 1981–1984 zdobył 40 bramek w 87 spotkaniach. W 1984 roku zadebiutował w reprezentacji Anglii.
W tym samym roku Allen przeniósł się do Tottenhamu Hotspur, gdzie był podstawowym zawodnikiem tego klubu. Przełomowym momentem w jego karierze był rok 1987, gdzie zdobył koronę króla strzelców pierwszej ligi angielskiej, a także został uznany na najlepszego piłkarza ligi angielskiej. W barwach Tottenhamu Hotspur Allen rozegrał 105 spotkań i strzelił 60 goli. Po zakończeniu sezonu 1987-88, Allen przeniósł się do Francji, gdzie został piłkarzem Girondins Bordeaux, gdzie trafił za 1 mln funtów. Po sezonie gry w Bordeaux Allen powrócił do Anglii, gdzie został piłkarzem Manchesteru City. W tym klubie rozegrał 53 spotkania i strzelił 16 goli. W 1991 roku Allen trafił do Chelsea, a później grał jeszcze w West Ham United i Millwall. Karierę zakończył w 1995 roku jako piłkarz Carlisle United.

### Kariera reprezentacyjna
W reprezentacji Anglii Allen zadebiutował w 1984 roku w meczu z Brazylią. W sumie Allen rozegrał dla Anglii 5 spotkań i nie strzelił gola.

### Kariera trenerska
W 2007 i 2008 roku Allen był tymczasowym trenerem Tottenhamu Hotspur, gdzie pracuje obecnie jako trener rezerw. Zastępował on Martina Jola i Juande Ramosa. Drużynę prowadził w 2 meczach: z Blackburn Rovers (26 października 2007) i z Bolton Wanderers (równo rok po spotkaniu z Blackburn).

### Kariera jako zawodnik futbolu amerykańskiego
W 1997 roku, dwa lata po zakończeniu kariery piłkarskiej, Allen powrócił do sportu, ale tym razem nie jako piłkarz, lecz jako futbolista amerykański. Podpisał roczny kontrakt z grającym w NFL Europa klubie London Monarchs, gdzie grał na pozycji placekickera. W tym klubie zdobył on 7 punktów (extra point) i 6 field goali. Po sezonie gry w tym klubie Allen definitywnie zakończył karierę sportową.